# Laurence Suhner
Laurence Suhner (Ginebra, 1 de mayo de 1968) es una escritora y artista suiza. 
Estudió danza, música y asistió a cuatro semestres de cursos de física en la Universidad de Ginebra. Publicó varias novelas gráficas en los años 80 y 2000, y comenzó a escribir prosa de ciencia ficción en 2006.
Da clases en la Universidad de Ginebra.

### Galardones
Ganadora del Premio Bob Morane.